# 福特維爾 (印地安納州)
福特維爾（英語：Fortville）是一個位於美國印地安納州漢考克縣的城鎮。

## 人口
根據2010年美國人口普查的數據，福特維爾的面積為8.25平方千米，當中陸地面積為8.22平方千米，而水域面積為0.03平方千米。當地共有人口3,929人，而人口密度為每平方千米476人。